# 卡茲雷蒂

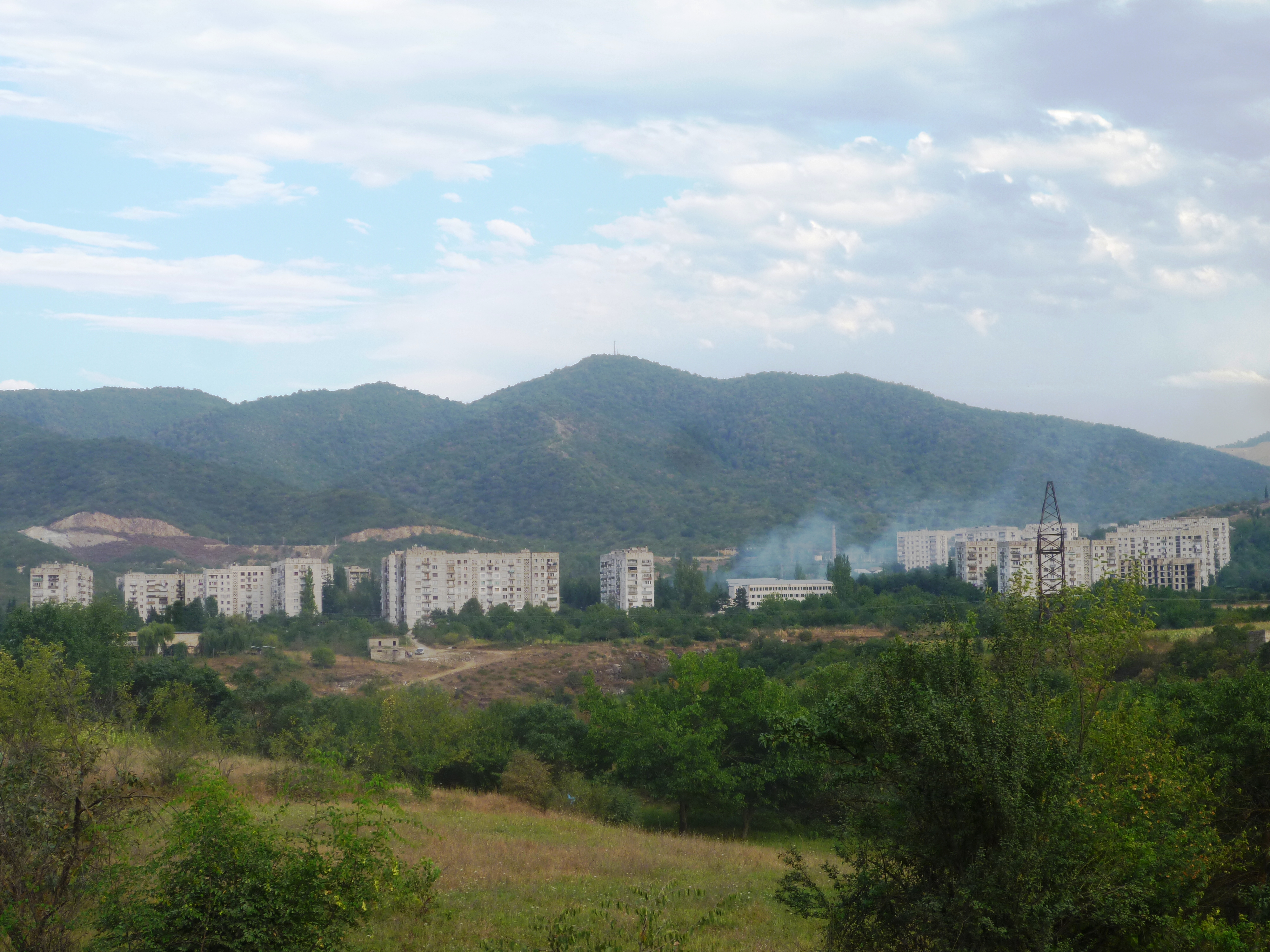
卡茲雷蒂

卡茲雷蒂是格魯吉亞下卡尔特利大区博爾尼西市鎮的小鎮。距離德馬尼西18公里，海拔高度669米，主要經濟活動是採礦業，該鎮附近有考古遺址，2002年人口1,023。
41°22′39″N 44°24′47″E / 41.37750°N 44.41306°E